# Logan Township (comté de Clinton, Pennsylvanie)
Logan Township est un township, situé au sud du comté de Clinton, aux États-Unis,. En 2010, il comptait une population de 817 habitants.

## Démographie
Lors du recensement de 2010, le township comptait une population de 817 habitants. Elle est également estimée, en 2016, à 814 habitants.

### Source de la traduction
- (en) Cet article est partiellement ou en totalité issu de l’article de Wikipédia en anglais intitulé « Logan Township, Clinton County, Pennsylvania » (voir la liste des auteurs).